# Sabrina Vallis
La Sabrina Vallis è una struttura geologica della superficie di Marte.